# スイスホテル
スイスホテル（Swissôtel Hotel）は、アコーが展開しているホテルのブランド。

## ホテルが運営している都市

### アメリカ
- エクアドル – キト
- ペルー – リマ
- アメリカ合衆国 – シカゴ

### アジア・オセアニア
- 中華人民共和国 – 北京市、仏山市、崑山市、上海市
- 日本 – 大阪市（スイスホテル南海大阪）
- シンガポール - 2箇所（スイソテル・ザ・スタンフォード他）
- タイ – バンコク - 2箇所
- インド – コルカタ
- オーストラリア – シドニー

### 欧州
- ドイツ – ベルリン、ブレーメン、デュッセルドルフ、ドレスデン（計画中）
- エストニア – タリン
- オランダ – アムステルダム
- ロシア – モスクワ、ノボシビルスク（計画中）
- スイス – バーゼル、ジュネーヴ、チューリッヒ
- トルコ – アンカラ、ギョジェク、イスタンブール、イズミル
- ウクライナ – キエフ（計画中）
- イギリス – ロンドン